# Esodo (Chagall)
Esodo è un dipinto di Marc Chagall, a olio su tela (130x162,3 cm), quest'opera fu realizzata tra il 1952 al 1966. L'opera è conservata al Centre Pompidou di Parigi.